# 日田駅
日田駅（ひたえき）は、大分県日田市元町にある、九州旅客鉄道（JR九州）久大本線の駅及び、JR九州バスが運行を行っている日田彦山線BRT（BRTひこぼしライン）のバス停留所である。
鉄道駅としては日田市の代表駅となる。

## 歴史
- 1934年（昭和9年）
  - 3月3日：久大線夜明駅 - 当駅間開通に伴い、開業[2][3]。
  - 11月15日：当駅 - 天ケ瀬駅間開通により久大線全通[2][3]。
- 1937年（昭和12年）6月27日：宮原線開通に伴い久大線を現在の呼称である久大本線に改称。
- 1966年（昭和41年）10月27日：昭和天皇、香淳皇后が第21回国民体育大会に合わせて県内を行幸啓。湯布院駅 - 日田駅間でお召し列車が往復運転[4]。
- 1972年（昭和47年）7月2日：駅舎改築[5][6]。
- 1984年（昭和59年）
  - 2月1日：貨物及び荷物取扱を廃止[7]。
  - この年：駅南区画整理事業により駅前広場を整備[8][9]。
- 1987年（昭和62年）
  - 2月5日：みどりの窓口開設[10]。
  - 4月1日：国鉄分割民営化により九州旅客鉄道が継承[11]。
- 2015年（平成27年）3月28日：駅舎改装[5]。
- 2017年（平成29年）7月5日：平成29年7月九州北部豪雨の影響により久大本線の当駅 - うきは駅間（7月18日からは当駅 - 光岡駅間）、日田彦山線の当駅 - 添田駅間で不通となる[12]。
- 2018年（平成30年）7月14日：当駅 - 光岡駅間の運行再開[13]。
- 2020年（令和2年）
  - 7月6日：令和2年7月豪雨の影響により当駅を含む久留米駅 - 由布院駅間（7月8日からは当駅 - 由布院駅間）で不通となる[14]。
  - 8月8日：当駅 - 豊後森駅間運行再開[15]。
- 2021年（令和3年）
  - 8月12日：令和3年8月の大雨の影響により当駅 - 由布院駅間（8月18日からは当駅 - 豊後森駅間）で不通となる[16]。
  - 9月17日：当駅 - 豊後森駅間の運行再開[17]。
- 2023年（令和5年）8月28日：日田彦山線添田駅 - 当駅間で日田彦山線BRT（BRTひこぼしライン）の運行を開始。駅前に乗降場を設置。

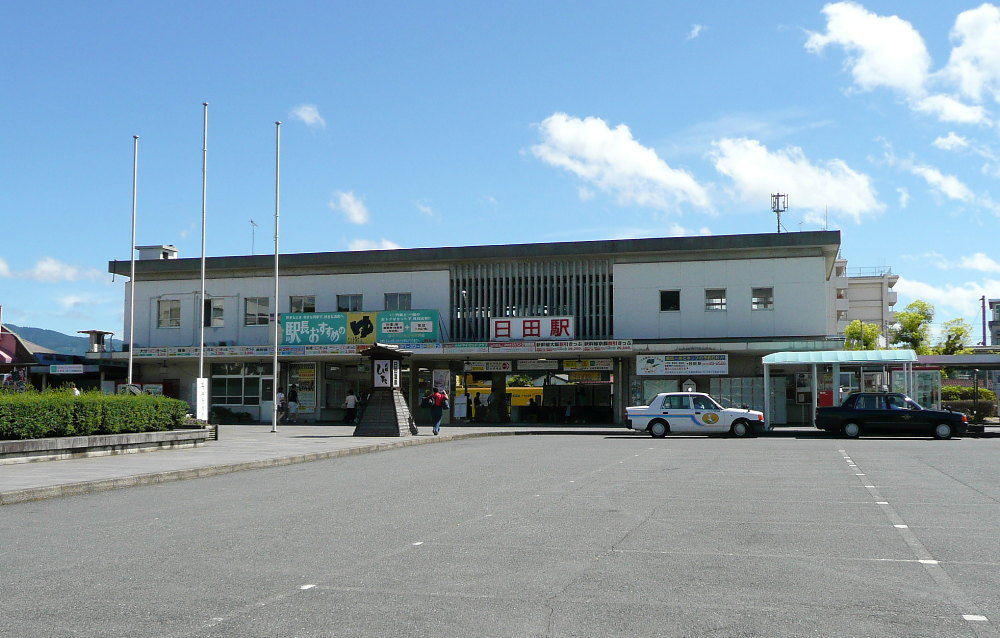
改装前の駅舎（2007年8月）
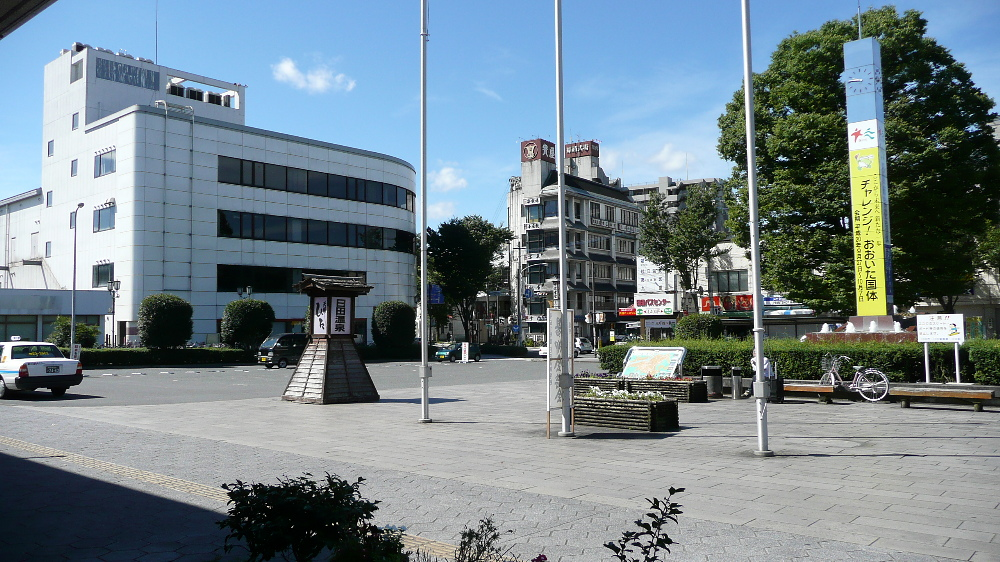
改装前の駅前広場・北側（2007年8月）
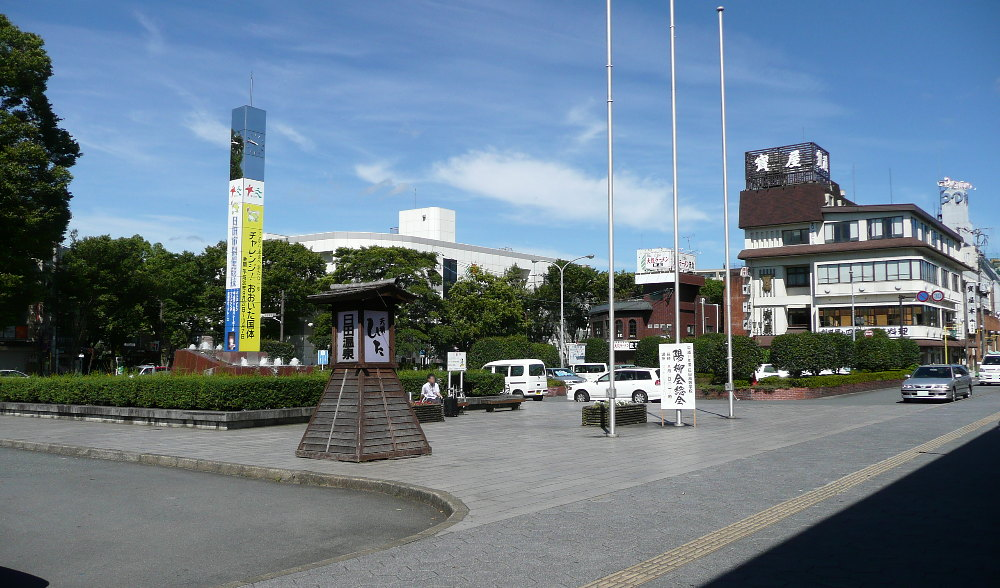
改装前の駅前広場・南側（2007年8月）

## 駅構造

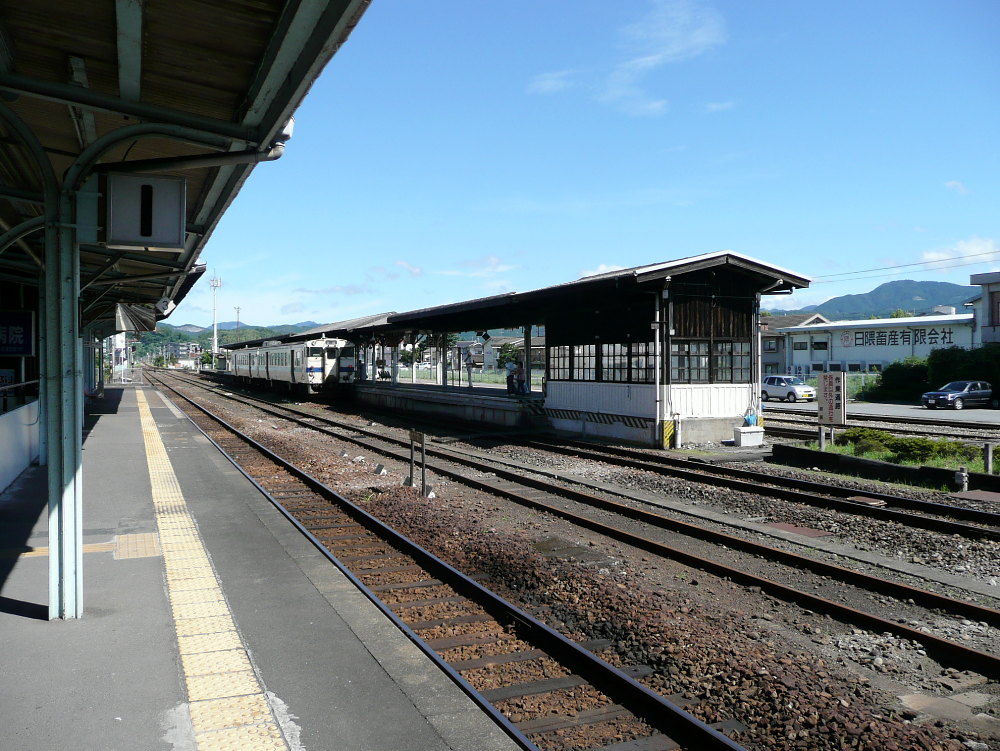
駅構内（2007年8月）

鉄筋コンクリート造りの駅舎に接した単式ホーム1面1線とホーム間は地下道で結ばれた島式ホーム1面2線の合計2面3線の地上駅である。他に留置線3本や気動車への給油設備を有する。
2011年（平成23年）3月に国土交通省が駅のエレベーター設置方針の基準を緩和したことを受けて、同年9月21日に日田市議会が市の負担分を盛り込んだ予算案を可決し、国・日田市・JR九州が同額を負担する形で各ホームに地下道と接続するエレベーターが設置されることになった。
直営駅で、みどりの窓口・自動券売機・液晶ディスプレイ式の小型発車標が設置されている。待合所にキヨスクと楽チャリが設置されている。
改札口は駅の南口（南西側）のみにあるが、駅舎に隣接して南口と北東側（駅裏）を結ぶ地下自由通路（ホームへの地下道とは異なる）が設けられている。また駅裏にもロータリーが設けられている。
日田彦山線BRTは駅前（南口）ロータリーに設けられた乗降場を発着する。光岡駅 - 当駅間で高校の最寄り駅を経由する「高校ルート」では、駅の北側に近接するものの駅裏ロータリーには入らず、東側の跨線橋を経由して南口へ回り込むルートとなる。

### 駅舎

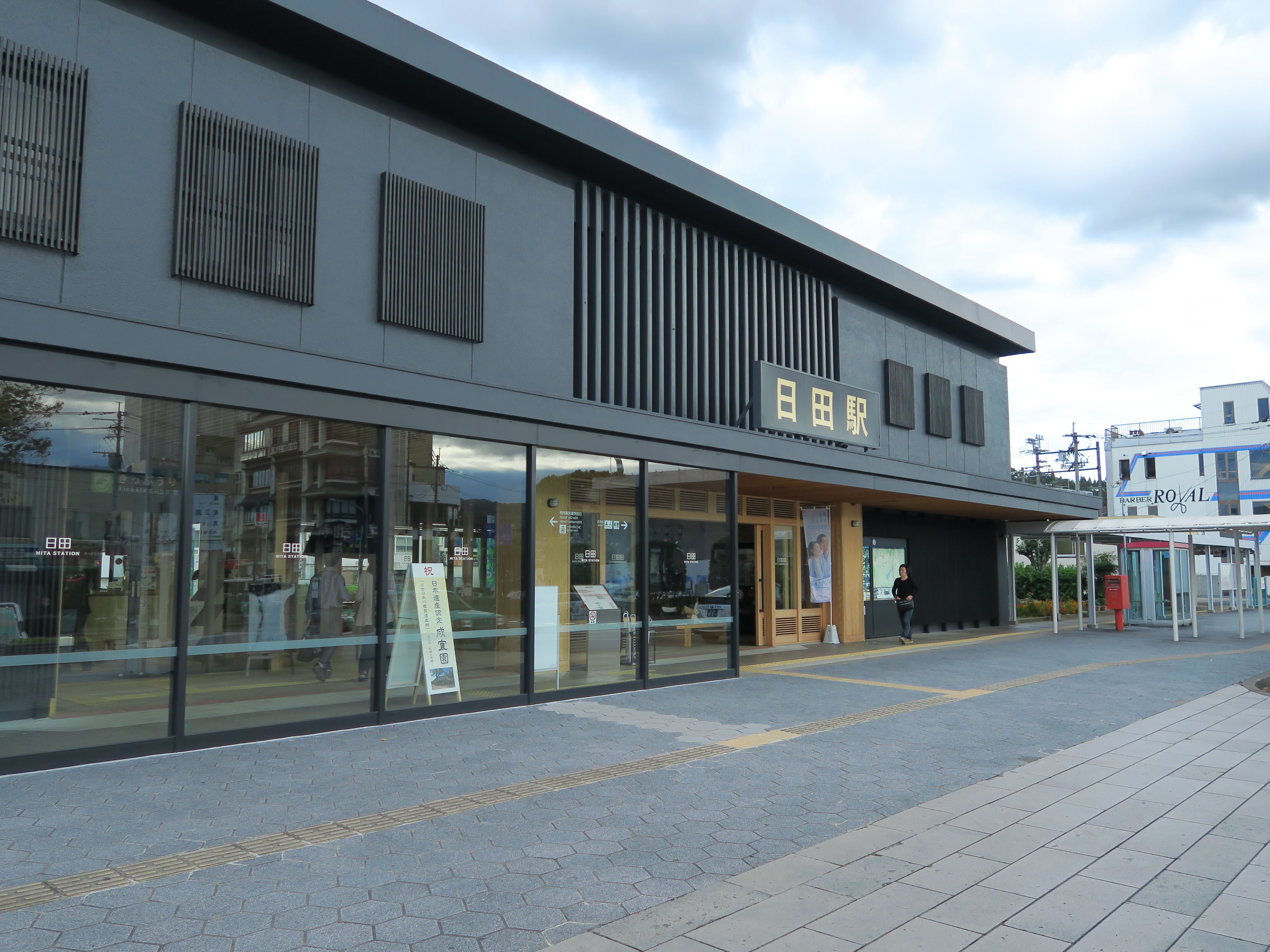
駅舎（2015年11月）

現在の駅舎は、1972年（昭和47年）に建て替えられた。
2015年（平成27年）7月からの「おんせん県おおいたデスティネーションキャンペーン」の実施に備えて、駅舎の改装が計画され、2014年（平成26年）11月に着工することになった。2015年（平成27年）3月28日に改装工事完了の記念イベントが行われた。駅舎のデザインは水戸岡鋭治が担当。地元産の日田杉を格子、ルーバー、フローリングに用い、外装はダークグレーの落ち着いた色調でまとめられた。
駅舎2階については1972年（昭和47年）の改築時に日田市と国鉄との間で「市か公共性の高い団体のみ使用可能」との取り決めが行われ、1990年（平成2年）まで日田市観光協会が物産店と食堂を運営していた。その後、約30年間にわたり使用されていなかったが、2019年（令和元年）9月のラグビーワールドカップ2019開催に合わせてドミトリー形式のような低価格帯の宿泊施設の整備が計画された。同年、公募型プロポーザル方式で運営管理者を募集したところ、唯一応募したENTO（日田市）が日田市と定期建物転貸借契約を結び、2020年3月にカフェと簡易宿泊の複合施設「STAY＋CAFE ENTO」の営業を始めた。しかし、2025年3月31日に定期建物転貸借契約が期限切れとなるため閉店とする方針が発表された。

### 駅前広場

リヴァイ兵士長像（2023年8月）

南口にある駅前広場は、1984年（昭和59年）に駅南区画整理事業により整備された。日田祇園祭の集団顔見世等が行われる。
噴水やトイレ等が老朽化していたため、2017年（平成29年）3月に改修工事に着工。2019年（令和元年）5月12日に完成記念イベントが行われた（正式な工事完了は6月末）。整備後の広場全体の面積は約4,500 m2。噴水を撤去し、ケヤキ1本を伐採すると共に、ロータリー及び駐車場を西側に移設して、駅舎正面に広さ約2,000m2の自由広場を整備した。自由広場にはウッドデッキ2基が設けられ、地面の一部には地元日田産の石材が使用されている。駅舎からタクシーバスや自家用車の乗降場、商店街の間の通路3本には新たに屋根が設けられた。この屋根の構造物には、日田で産出または加工された木材が用いられている。
地域振興の一環として、日田市出身で漫画家の諫山創の代表作『進撃の巨人』のキャラクターである『リヴァイ兵士長』の銅像が置かれ、2021年3月6日に除幕式が行われた。

### のりば
| のりば | 路線      | 方向 | 行先                     |
| ------ | --------- | ---- | ------------------------ |
| 1      | ■久大本線 | 上り | 久留米・博多方面         |
| 2・3   | ■久大本線 | 上り | 久留米・博多方面         |
| 2・3   | ■久大本線 | 下り | 豊後森・由布院・大分方面 |

- 2014年（平成26年）3月15日のダイヤ改正で、久留米発最終列車の同駅終着時刻が初めて日付を跨ぐ形となった（0時05分）。

## 駅弁
かつては地元調整業者の三咲屋が「鮎寿司」「お好み栗めし」などの駅弁を販売しており、特に「天領御弁当」が知名度が高い名物駅弁であったが、2003年9月30日限りで廃業し販売を終了した。三咲屋廃業後は駅前食堂の寳屋本店が駅弁をキヨスクで販売していたが、こちらも2015年に日田駅の駅舎が大幅リニューアルされた際にキヨスクが閉店したため、販売を終了している。駅舎リニューアル後は駅弁は販売されていない。
2015年の販売終了まで売られていた駅弁は以下の通り。
- たかな巻すし
- たかなそぼろ弁当[1]
- 鮎すし[1][31][32]

## 利用状況
1965年（昭和40年）度には乗車人員が1,781,624人（定期外:705,256人、定期:1,076,368人）、降車人員が1,794,488人で、手荷物（発送:5,600個、到着:4,813個）や小荷物（発送:30,608個、到着:87,766個）も取り扱っていた。
しかし、乗車人員が1999年（平成11年）度の522,356人（定期外:234,008人、定期:288,348人）から2000年（平成12年）度には497,300人（定期外:222,180人、定期:275,120人）に、降車人員が505,704人から496,801人となり、乗降者共に年間50万人を下回った。
2016年（平成28年）度の乗車人員は285,734人（定期外:120,426人、定期:165,308人）、降車人員は282,215人である。
※1日平均乗車人員の数値は各年度版「大分県統計年鑑」による年間乗車人員の値を各年度の日数で割った値。
| 年度               | 年間 乗車人員 | 定期外 乗車人員 | 定期 乗車人員 | 一日平均 乗車人員* | 年間 降車人員 | 出典              |
| ------------------ | ------------- | --------------- | ------------- | ------------------ | ------------- | ----------------- |
| 1965年（昭和40年） | 1,781,624     | 705,256         | 1,076,368     | -                  | 1,794,488     | [ 33 ]            |
| -                  | -             | -               | -             | -                  | -             | -                 |
| 1990年（平成2年）  | 678,116       | 308,427         | 369,689       | -                  | 625,440       | [ 37 ]            |
| 1991年（平成3年）  | 670,801       | 321,801         | 349,000       | -                  | 638,998       | [ 38 ]            |
| 1992年（平成4年）  | 649,299       | 312,040         | 337,259       | -                  | 608,402       | [ 39 ]            |
| 1993年（平成5年）  | 632,789       | 297,827         | 334,962       | -                  | 600,161       | [ 40 ]            |
| 1994年（平成6年）  | 650,231       | 297,126         | 353,105       | -                  | 623,104       | [ 41 ]            |
| 1995年（平成7年）  | 627,555       | 291,385         | 336,170       | -                  | 595,525       | [ 42 ]            |
| 1996年（平成8年）  | 592,030       | 273,361         | 318,669       | -                  | 571,059       | [ 43 ]            |
| 1997年（平成9年）  | 551,122       | 250,349         | 300,773       | -                  | 540,044       | [ 44 ]            |
| 1998年（平成10年） | 529,386       | 242,043         | 287,343       | -                  | 520,465       | [ 45 ]            |
| 1999年（平成11年） | 522,356       | 234,008         | 288,348       | -                  | 505,704       | [ 34 ]            |
| 2000年（平成12年） | 497,300       | 222,180         | 275,120       | 1,963              | 496,801       | [ 35 ]            |
| 2001年（平成13年） | 466,587       | 207,562         | 259,025       | 1,921              | 466,935       | [ 46 ]            |
| 2002年（平成14年） | 456,403       | 203,439         | 252,964       | 1,850              | 454,042       | [ 47 ]            |
| 2003年（平成15年） | 441,609       | 192,629         | 248,980       | 1,803              | 439,921       | [ 48 ]            |
| 2004年（平成16年） | 269,641       | 110,389         | 159,252       | 1,775              | 266,460       | [ 49 ]            |
| 2005年（平成17年） | 391,925       | 166,687         | 225,238       | 1,700              | 387,148       | [ 50 ]            |
| 2006年（平成18年） | 382,859       | 156,829         | 226,030       | 1,681              | 382,371       | [ 51 ]            |
| 2007年（平成19年） | 371,329       | 149,732         | 221,597       | 1,601              | 369,661       | [ 52 ]            |
| 2008年（平成20年） | 364,720       | 145,061         | 219,659       | 1,588              | 362,809       | [ 53 ]            |
| 2009年（平成21年） | 336,825       | 134,547         | 202,278       | 1,504              | 330,556       | [ 54 ] [ 注釈 1 ] |
| 2010年（平成22年） | 335,175       | 136,653         | 198,522       | 1,496              | 329,832       | [ 56 ] [ 注釈 1 ] |
| 2011年（平成23年） | 327,867       | 129,057         | 198,810       | 1,443              | 322,281       | [ 57 ] [ 注釈 1 ] |
| 2012年（平成24年） | 310,329       | 117,102         | 193,227       | 1,380              | 306,408       | [ 58 ] [ 注釈 1 ] |
| 2013年（平成25年） | 323,834       | 123,101         | 200,733       | 1,298              | 317,716       | [ 59 ] [ 注釈 1 ] |
| 2014年（平成26年） | 300,128       | 121,153         | 178,975       | 1,212              | 296,914       | [ 60 ] [ 注釈 1 ] |
| 2015年（平成27年） | 297,465       | 124,191         | 173,274       | 1,166              | 293,742       | [ 61 ] [ 注釈 1 ] |
| 2016年（平成28年） | 285,734       | 120,426         | 165,308       | 1,148              | 282,215       | [ 36 ]            |
| 2017年（平成29年） | -             | -               | -             | 1,076              | -             | [ 62 ]            |
| 2018年（平成30年） | -             | -               | -             | 1,033              | -             | [ 63 ]            |
| 2019年（令和元年） | -             | -               | -             | 1,021              | -             | [ 64 ]            |
| 2020年（令和02年） | -             | -               | -             | 999                | -             | [ 65 ]            |

## 駅周辺
日田市の中心部であり、大型店や商店街などがある。

### 官公庁・公共施設
- 日田市役所
- 日田郵便局
- 日田田島郵便局
- 日田市民会館
- アオーゼ（日田市立博物館等が入居）

### 名所・公園等
- 日田温泉
- 豆田町
- 咸宜園
- 日田祇園山鉾会館
- 天領日田資料館
- 日本丸館
- 廣瀬資料館
- 大原八幡宮

### 教育機関
- 藤蔭高等学校
- 大分県立日田高等学校

### 商業施設
- イオン日田店（旧・ダイエー日田店）
- 駅前通り商店街
- 日田市中央商店街

### ホテル
- ホテルルートイン日田駅前（元町の旧サーブ21跡地）
- プラザホテル フジノイ
- ホテル ソシア
- スマイルホテル大分日田

### その他
- 日田バスターミナル（旧称：日田バスセンター[66]）
- サッポロビール九州日田工場[1]

## バス路線
駅南側に待合室、売店などを備えた日田バスセンターがあり、福岡へ向かう高速バスや、日田バス、大交北部バスの運行する路線バスが発着している。路線バスでは、市内各方面や、鉄道路線のない旧大山町方面、杖立温泉方面（以上、日田バス）、耶馬渓を経由して中津市へ向かう路線（大交北部バス）などがある。

## 隣の駅
九州旅客鉄道（JR九州）
■久大本線
- 特急「ゆふ」「ゆふいんの森」停車駅

光岡駅 - 日田駅 - 豊後三芳駅
JR九州バス・JR九州
■日田彦山線BRT（BRTひこぼしライン）
光岡 - 日田直通
光岡駅 - 日田駅
高校ルート
日田市役所前駅 - 日田駅